# Здравець (Хасковська область)
Здра́вець (болг. Здравец) — село в Хасковській області Болгарії. Входить до складу общини Димитровград.

## Населення
За даними перепису населення 2011 року у селі проживали 189 осіб.
Національний склад населення села:
| Національність   | Кількість осіб | Відсоток |
| ---------------- | -------------- | -------- |
| болгари          | 182            | 96,3%    |
| не визначились   | 5              | 2,6%     |
| Всього відповіли | 189            |          |

Розподіл населення за віком у 2011 році:
Динаміка населення: